# Prawo Wagnera
Prawo Wagnera – zasada opracowana przez Adolpha Wagnera, zgodnie z którą wydatki publiczne stale rosną, zarówno w odniesieniu do PKB, jak i w liczbach bezwzględnych. Pogląd ten Adolph Wagner przedstawił w czterotomowym dziele zatytułowanym Finanzwissenschaft. Prawo to sprowadza się do obserwacji, iż mechanizm rynkowy nie jest w stanie sprostać potrzebom ludzkim, gdyż potrzeby publiczne rosną szybciej od potrzeb indywidualnych. Przyczyny tego wzrostu to m.in. wzrost liczby ludności i coraz bardziej skomplikowane struktury państwowe.

## Przyczyny
- socjologiczne – każda istota żywa rozwija się, a tym samym jest bardziej aktywna, co prowadzi do poszerzenia zakresu swojej działalności i zwiększenia wydatków.
- historyczne – ogólna masa długu publicznego ma tendencję do wzrostu z upływem czasu, przez co wzrastają także wydatki konieczne do jego obsługi. Należy pamiętać o automatycznej amortyzacji długu publicznego na skutek dewaluacji i erozji pieniądza, a także wzrostu bogactwa narodowego i PKB – ta amortyzacja nie działa jednak w 100%.
- polityczne
  - znacznie wzrósł zakres działalności państwa ze „stróża porządku” do „państwa opiekuńczego”. Ponadto włączono np. usługi sądowe do wydatków publicznych, podczas gdy wcześniej były one opłacane z opłat sądowych wnoszonych przez strony procesowe, nie powodując tym samym wydatków publicznych (Państwo nawet zapewniało sobie wpływy ze sprzedaży usług)(tak samo nauka, opieka zdrowotna).
  - nowe techniki stosowane w polityce w połączeniu z technikami podatkowymi. Gdy zniesiono wyborczy cenzus majątkowy (władze wybierali ci, których podatek bezpośredni dotykał) na rzecz powszechnego prawa wyborczego, dużą grupą wyborców stali się ludzie niepłacący podatków bezpośrednich – deputowani przestali się obawiać, że wzrost tych podatków może utrudnić reelekcję.
  - finanse publiczne przestały dotyczyć tylko wynagrodzeń dla niektórych funkcjonariuszy a stały się źródłem finansowania autostrad, szkół itd. Kolejnym skutkiem było przejście z proporcjonalnych podatków na progresywne i podatek pośredni od towarów i usług. Umożliwiło to zabieg niewidocznego dla przeciętnego obywatela podatku w cenie przy jednoczesnej jego redystrybucji w postaci wydatków publicznych w celu zdobycia popularności i reelekcji.
- ekonomiczne i społeczne
  - postęp techniczny, a także jego tempo – badania naukowe i wojskowe wymagają niewspółmiernych środków w porównaniu z latami minionymi, a przez tempo tych zmian dochodzą koszty stałej modernizacji.
  - polityka redystrybucji dochodu narodowego kanałami budżetowymi prowadzi do wzrostu sumy wydatków publicznych.
  - do wydatków zwyczajnych dochodzi jeszcze coraz większy ciężar wydatków kapitałowych. U podstaw decyzji interwencyjnych w dziedzinie inwestycji publicznych leży chroniczna niezdolność inwestycji prywatnych, w okresach kryzysu, niezbędna do zapewnienia aktywności gospodarczej. Państwo często inwestuje w sektorach, które wskutek spadku rentowności stają się nieatrakcyjne dla kapitału prywatnego, jednocześnie będąc kluczowymi dla rozwoju całej gospodarki.

## Konsekwencje
- Wzrost wydatków publicznych jest czynnikiem wzmacniającym solidarność międzynarodową, szczególnie w stosunku do małych i średnich państw – w tym sensie, że koszty projektów atomowych, wojskowych itp. są dzielone na uczestników projektu, których każde państwo z osobna nie byłoby w stanie udźwignąć.
- Teoria A. Wagnera przyczyniła się do sformułowania koncepcji państwa dobrobytu (welfare state), w którym za pomocą dochodu z rosnących podatków na szeroką skalę realizowano wydatki socjalne, wraz z wydatkami na ubezpieczenia społeczne. Myśl Wagnera wpłynęła na rozwój ubezpieczeń społecznych, stanowiąc jednocześnie podbudowę redystrybucji dochodu narodowego i dając bodziec do powstania idei państwa opiekuńczego. Prawo to jest przeciwstawne liberalnej myśli finansowej Adama Smitha.